# Copa Governador do Estado da Bahia 2015
In 2015 werd de zevende editie van de Copa Governador do Estado da Bahia gespeeld voor voetbalclubs uit de Braziliaanse staat Bahia De competitie werd georganiseerd door de FBF en werd gespeeld van 17 oktober tot 28 november. Fluminense de Feira werd kampioen en mocht daardoor deelnemen aan de Copa do Brasil 2016 of de Série D 2016. De club koos voor de Série D, waardoor vicekampioen Juazeirense naar de Copa do Brasil mocht.  

## Eerste fase

### Eerste fase

#### Groep 1
| Plaats | Club                | Wed. | W | G | V | Saldo | Ptn. |
| ------ | ------------------- | ---- | - | - | - | ----- | ---- |
| 1.     | Juazeirense         | 3    | 3 | 0 | 0 | 8:2   | 9    |
| 2.     | Fluminense de Feira | 3    | 1 | 1 | 1 | 3:3   | 4    |
| 3.     | Jacobina            | 3    | 1 | 0 | 2 | 3:6   | 3    |
| 4.     | Vitória B           | 3    | 0 | 1 | 2 | 3:6   | 1    |

|  | Geplaatst voor tweede fase |

#### Groep 2
| Plaats | Club                 | Wed. | W | G | V | Saldo | Ptn. |
| ------ | -------------------- | ---- | - | - | - | ----- | ---- |
| 1.     | Bahia de Feira       | 3    | 1 | 2 | 0 | 4:3   | 5    |
| 2.     | Bahia B              | 3    | 1 | 2 | 0 | 1:0   | 5    |
| 3.     | Colo Colo            | 3    | 1 | 1 | 1 | 3:3   | 4    |
| 4.     | Vitória da Conquista | 3    | 0 | 1 | 2 | 3:5   | 1    |

|  | Geplaatst voor tweede fase |

## Tweede fase
In geval van gelijkspel ging de club met het beste resultaat in de groepsfase door. 
|  | halve finale        | halve finale | halve finale | halve finale |  |                     | finale | finale | finale | finale |
|  |                     |              |              |              |  |                     |        |        |        |        |
|  |                     |              |              |              |  |                     |        |        |        |        |
|  | Fluminense de Feira | 2            | 1            | 3            |  |                     |        |        |        |        |
|  | Bahia de Feira      | 0            | 1            | 1            |  |                     |        |        |        |        |
|  |                     |              |              |              |  | Fluminense de Feira | 1      | 1      | 2      |        |
|  |                     |              |              |              |  | Juazeirense         | 0      | 0      | 0      |        |
|  | Bahia B             | 0            | 1            | 1            |  |                     |        |        |        |        |
|  | Juazeirense         | 1            | 0            | 1            |  |                     |        |        |        |        |

Details finale
|                   |                     |       |             |                                                 |
| 22 november 15:30 | Fluminense de Feira | 1 – 0 | Juazeirense | Valfredão, Riachão do Jacuípe Toeschouwers: 604 |
| 22 november 15:30 | Azevedo 90+3'       |       |             | Valfredão, Riachão do Jacuípe Toeschouwers: 604 |

| Flu de Feira | Juazeirense |

|                   |             |       |                     |                            |
| 28 november 14:00 | Juazeirense | 0 – 1 | Fluminense de Feira | Arena Fonte Nova, Salvador |
| 28 november 14:00 |             |       |                     | Arena Fonte Nova, Salvador |

| Juazeirense | Flu de Feira |

## Kampioen
| Copa Governador do Estado da Bahia de 2015 |
| Feira de Santana                           |
| ------------------------------------------ |
| FLUMINENSE DE FEIRA Kampioen (2° titel)    |